# 羅斯曼 (北卡羅萊納州)
羅斯曼（英語：Rosman）是一個位於美國北卡羅萊納州特蘭西瓦尼亞縣的城鎮。

## 人口
根據2020年美國人口普查的數據，羅斯曼的面積為1.41平方千米，皆為陸地。當地共有人口701人，而人口密度為每平方千米497人。